# Cryptocentrum dodsonii
Cryptocentrum dodsonii là một loài thực vật có hoa trong họ Lan. Loài này được Carnevali mô tả khoa học đầu tiên năm 2001.